# Top Model (Ba Lan mùa 13)
Mùa thứ mười ba của Top Model được dựa trên chương trình America’s Next Top Model của Tyra Banks, các thí sinh Ba Lan cạnh tranh với nhau trong một loạt các thử thách để xác định ai sẽ giành được danh hiệu Top Model Ba Lan tiếp theo.
Host của mùa này là Joanna Krupa cùng với co-host là Michał Piróg và á quân mùa 12 Sofia Konecka-Menescal. Giám khảo chính là người mẫu Joanna Krupa, các giám khảo khác bao gồm nhà thiết kế thời trang Dawid Woliński, đạo diễn chương trình thời trang Kasia Sokołowska và nhiếp ảnh gia Marcin Tyszka. Đây là mùa thứ mười của chương trình có sự góp mặt của các thí sinh nam.
Giải thưởng của mùa này gồm một hợp đồng với Selective Management, xuất hiện trên bìa tạp chí Glamour Ba Lan, và tiền mặt trị giá 200.000zł.
Điểm đến quốc tế của mùa này là Lisboa dành cho top 6 và Almería dành cho top 4.
Người chiến thắng trong mùa giải này là Klaudia Zioberczyk, 23 tuổi đến từ Ligota.

## Các thí sinh
(Tuổi tính từ ngày dự thi)
| Thí sinh | Thí sinh           | Tuổi | Chiều cao               | Quê quán            | Bị loại ở | Hạng         |
| -------- | ------------------ | ---- | ----------------------- | ------------------- | --------- | ------------ |
|          | Sara Stankiewicz   | 19   | 1,76 m (5 ft 9+1⁄2 in)  | Skarbimierz-Osiedle | Tập 4     | 14           |
|          | Masha Misevich     | 23   | 1,85 m (6 ft 1 in)      | Warszawa            | Tập 6     | 13 (bỏ cuộc) |
|          | Mateusz Nowak      | 23   | 1,85 m (6 ft 1 in)      | Rybnik              | Tập 6     | 12           |
|          | Aleksandra Zyśk    | 24   | 1,74 m (5 ft 8+1⁄2 in)  | Warszawa            | Tập 7     | 11           |
|          | Filip Blecharczyk  | 18   | 1,87 m (6 ft 1+1⁄2 in)  | Sławków             | Tập 8     | 10           |
|          | Tymoteusz Zimny    | 26   | 1,81 m (5 ft 11+1⁄2 in) | Biezdrowo           | Tập 9     | 9            |
|          | Grzegorz Gastman   | 20   | 1,96 m (6 ft 5 in)      | Warszawa            | Tập 10    | 8–7          |
|          | Julia Knach        | 21   | 1,81 m (5 ft 11+1⁄2 in) | Świebodzice         | Tập 10    | 8–7          |
|          | Maja Słodzińska    | 17   | 1,82 m (5 ft 11+1⁄2 in) | Szczecin            | Tập 11    | 6–5          |
|          | Piotr Koprowski    | 19   | 1,79 m (5 ft 10+1⁄2 in) | Kraków              | Tập 11    | 6–5          |
|          | Karolina Sobótka   | 21   | 1,77 m (5 ft 9+1⁄2 in)  | Iłów                | Tập 12    | 4            |
|          | Ada Podsiadała     | 18   | 1,87 m (6 ft 1+1⁄2 in)  | Siedlce             | Tập 12    | 3            |
|          | Hubert Włodarczak  | 21   | 1,88 m (6 ft 2 in)      | Poznań              | Tập 12    | 2            |
|          | Klaudia Zioberczyk | 23   | 1,84 m (6 ft 1⁄2 in)    | Ligota              | Tập 12    | 1            |

1. ↑  Trong thứ tự gọi tên là Ola.
2. ↑  Trong thứ tự gọi tên là Tymek.

## Thứ tự gọi tên
| Thứ tự | Tập      | Tập      | Tập      | Tập      | Tập      | Tập      | Tập      | Tập            | Tập        | Tập      | Tập     | Tập     |
| Thứ tự | 4        | 4        | 5        | 6        | 7        | 8        | 9        | 10             | 11         | 12       | 12      | 12      |
| ------ | -------- | -------- | -------- | -------- | -------- | -------- | -------- | -------------- | ---------- | -------- | ------- | ------- |
| 1      | Klaudia  | Ada      | Grzegorz | Tymek    | Ada      | Piotr    | Hubert   | Klaudia        | Klaudia    | Klaudia  | Hubert  | Klaudia |
| 2      | Maja     | Grzegorz | Klaudia  | Klaudia  | Karolina | Karolina | Julia    | Hubert         | Hubert     | Ada      | Klaudia | Hubert  |
| 3      | Grzegorz | Maja     | Julia    | Hubert   | Filip    | Grzegorz | Karolina | Karolina       | Karolina   | Hubert   | Ada     |         |
| 4      | Julia    | Julia    | Masha    | Karolina | Maja     | Julia    | Piotr    | Ada            | Ada        | Karolina |         |         |
| 5      | Ola      | Filip    | Ada      | Piotr    | Piotr    | Ada      | Ada      | Maja           | Maja Piotr |          |         |         |
| 6      | Sara     | Klaudia  | Piotr    | Filip    | Grzegorz | Klaudia  | Maja     | Piotr          | Maja Piotr |          |         |         |
| 7      | Mateusz  | Hubert   | Maja     | Julia    | Julia    | Hubert   | Klaudia  | Grzegorz Julia |            |          |         |         |
| 8      | Filip    | Tymek    | Ola      | Ada      | Klaudia  | Tymek    | Grzegorz | Grzegorz Julia |            |          |         |         |
| 9      | Masha    | Mateusz  | Karolina | Grzegorz | Tymek    | Maja     | Tymek    |                |            |          |         |         |
| 10     | Hubert   | Masha    | Tymek    | Maja     | Hubert   | Filip    |          |                |            |          |         |         |
| 11     | Piotr    | Karolina | Hubert   | Masha    | Ola      |          |          |                |            |          |         |         |
| 12     | Tymek    | Ola      | Mateusz  | Ola      |          |          |          |                |            |          |         |         |
| 13     | Ada      | Piotr    | Filip    | Mateusz  |          |          |          |                |            |          |         |         |
| 14     | Karolina | Sara     |          |          |          |          |          |                |            |          |         |         |

     Thí sinh bị loại
     Thí sinh ban đầu bị loại nhưng được cứu
     Thí sinh bỏ cuộc thi
     Thí sinh chiến thắng cuộc thi
1. ↑  Julia giành được tấm vé vàng từ ban giám khảo trong tập 2 nên cô được tiến thẳng vào ngôi nhà chung. Trong tập 4, buổi loại trừ đầu tiên diễn ra ở đầu tập.
2. ↑  Trong tập 5, Filip ban đầu bị loại nhưng được cố vấn Michał Piróg cứu cậu trở lại cuộc thi.
3. ↑  Trong tập 6, Masha quyết định bỏ cuộc thi trong buổi gọi tên vì lý do công việc.
4. ↑  Trong tập 11, không có buổi chụp hình hay quay video và kết quả cuối cùng chỉ dựa trên phần thể hiện của các thí sinh tại Moda Lisboa Fashion Week.

### Buổi chụp hình
- Tập 3: Tạo dáng trong trang phục cùng màu với phông nền (casting)
- Tập 4: Video thời trang: Cặp đôi xã hội đen theo cặp
- Tập 5: Khỏa thân trong rừng
- Tập 6: Cưỡi ngựa miền Tây hoang dã
- Tập 7: Video thời trang: Các thập niên của Hip Hop
- Tập 8: Tạo dáng dưới nước cùng sứa
- Tập 9: Búp bê lập dị trên không trung
- Tập 10: Thời trang Glam Rock
- Tập 12: Ảnh bìa tạp chí Glamour ở Almería; Ảnh chân dung và toàn thân tạo dáng với hoa